# 西平內站
西平內站（日语：／ Nishi-hiranai eki */?）是一個位於日本青森縣東津輕郡平內町，由青森鐵道（青い森鉄道）經營的青森鐵道線沿線車站。

## 車站結構
設有與小川原站相同的、以水泥建成的平房式單層簡易站舍1座，位於上行月台旁，正門可直接穿過開放式閘口到達月台，左側為上行候車室，設有候車座椅但沒有安裝自動售票機；最左端為洗手間，但只能從月台範圍進入；候車室與洗手間中間為窄長的儲物房。
設有側式月台2座，由於前身是信號場，昇格後擁有非常長的月台，有效長度超過10輛。下行月台上亦建有木製候車小屋1座。月台間以有蓋行人天橋連接，接近樓梯口約半節車廂長度附有月台上蓋；與附近的幾個通勤車站一樣，除了上述提及的設施外，整個月台也是相當空蕩。月台兩邊的末端也因長期沒有使用，已長滿雜草，甚至已伸延至月台邊沿。

### 月台配置
| 月台   | 路線        | 方向 | 目的地                 |
| ------ | ----------- | ---- | ---------------------- |
| 站舍側 | ■青森鐵道線 | 上行 | 野邊地、三澤、八戶方向 |
| 對側   | ■青森鐵道線 | 下行 | 淺蟲溫泉、青森方向     |

## 歷史
- 1939年10月1日：國鐵車站開業。
- 1961年11月1日：貨物提取服務取消。
- 1970年8月1日：無人化。
- 1987年4月1日：國鐵分割民營化，本站由JR東日本繼承經營。
- 2010年12月4日：隨東北新幹線全線開業，本站由青森鐵道繼承經營。同日起加停快速列車。

## 使用人數
《青森縣統計年鑑》及平內町官方網頁均沒有顯示本站使用人數的資訊。而根據國土交通省「國土數值情報」，以下為本站1日平均上下車人次：
| 乘降人員推算 | 乘降人員推算     |
| 年度         | 1日平均 乘降人次 |
| ------------ | ---------------- |
| 2011         | 109              |
| 2012         | 115              |
| 2013         | 115              |
| 2014         | 109              |
| 2015         | 148              |
| 2016         | 134              |
| 2017         | 137              |
| 2018         | 142              |
| 2019         | 123              |
| 2020         | 102              |
| 2021         | 102              |
| 2022         | 110              |

## 相鄰車站
青森鐵道
■青森鐵道線
■普通560M（晨早上行班次）
通過
■普通
小湊－西平內－淺蟲溫泉

## 外部連結
- 青森鐵道西平內站 （页面存档备份，存于）（日語）
- JR東日本時代的西平內站。（日語）